# Xumai (sockenhuvudort i Kina, Tibet Autonomous Region, lat 29,47, long 90,26)
Xumai (kinesiska: 续迈, 续迈乡) är en sockenhuvudort i Kina. Den ligger i den autonoma regionen Tibet, i den sydvästra delen av landet, omkring 86 kilometer väster om regionhuvudstaden Lhasa. Antalet invånare är 4 495. Befolkningen består av 2 294 kvinnor och 2 201 män. Barn under 15 år utgör 24,0 %, vuxna 15-64 år 68 %, och äldre över 65 år 7,0 %.
Runt Xumai är det glesbefolkat, med 8 invånare per kvadratkilometer. Det finns inga andra samhällen i närheten. Trakten runt Xumai består i huvudsak av gräsmarker.
Genomsnittlig årsnederbörd är 713 millimeter. Den regnigaste månaden är juli, med i genomsnitt 262 mm nederbörd, och den torraste är november, med 1 mm nederbörd.